# Conway (Missouri)
Conway è un comune degli Stati Uniti d'America, situato nello Stato del Missouri, nella contea di Laclede.